# Ouches
Ouches may be the plural of ouch.
Ouches là một xã trong tỉnh Loire miền trung nước Pháp.